# 길기트

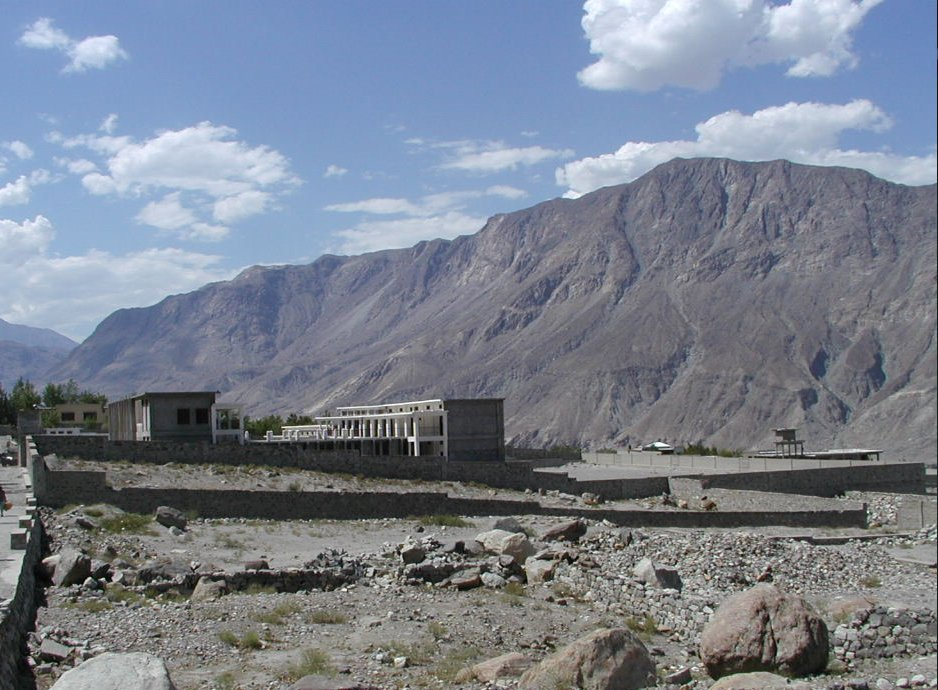
길기트

길기트(우르두어: گلگت, 힌디어: गिलगित)는 파키스탄 길기트발티스탄의 주도이다. 길기트는 카라코람산맥 등반을 위한 중간 기지이며 스카르두로 가는 갈림길이기도 하다.

## 지리
평균 해발 1,500미터에 위에 위치한 길기트는 주위에 카라코람산맥들을 이루는 언덕들 사이에 위치하며 면적은 38,021 km²이다. 이 곳에는 라다크와 발티스탄을 지나온 인더스강이 지나고 있다.

### 기후
| 길기트의 기후                            | 길기트의 기후 | 길기트의 기후 | 길기트의 기후 | 길기트의 기후 | 길기트의 기후 | 길기트의 기후 | 길기트의 기후 | 길기트의 기후 | 길기트의 기후 | 길기트의 기후 | 길기트의 기후 | 길기트의 기후 | 길기트의 기후 |
| 월                                       | 1월           | 2월           | 3월           | 4월           | 5월           | 6월           | 7월           | 8월           | 9월           | 10월          | 11월          | 12월          | 연간          |
| ---------------------------------------- | ------------- | ------------- | ------------- | ------------- | ------------- | ------------- | ------------- | ------------- | ------------- | ------------- | ------------- | ------------- | ------------- |
| 역대 최고 기온 °C (°F)                   | 17.5 (63.5)   | 22.0 (71.6)   | 29.4 (84.9)   | 37.2 (99.0)   | 41.5 (106.7)  | 43.5 (110.3)  | 46.3 (115.3)  | 43.8 (110.8)  | 41.6 (106.9)  | 36.0 (96.8)   | 28.0 (82.4)   | 24.5 (76.1)   | 46.3 (115.3)  |
| 일평균 최고 기온 °C (°F)                 | 9.6 (49.3)    | 12.6 (54.7)   | 18.4 (65.1)   | 24.2 (75.6)   | 29.0 (84.2)   | 34.2 (93.6)   | 36.2 (97.2)   | 35.3 (95.5)   | 31.8 (89.2)   | 25.6 (78.1)   | 18.4 (65.1)   | 11.6 (52.9)   | 19.4 (66.9)   |
| 일평균 최저 기온 °C (°F)                 | −2.7 (27.1)   | 0.4 (32.7)    | 5.4 (41.7)    | 9.2 (48.6)    | 11.8 (53.2)   | 14.9 (58.8)   | 18.2 (64.8)   | 17.5 (63.5)   | 12.4 (54.3)   | 6.3 (43.3)    | 0.4 (32.7)    | −2.3 (27.9)   | 6.2 (43.2)    |
| 역대 최저 기온 °C (°F)                   | −10.0 (14.0)  | −8.9 (16.0)   | −3.0 (26.6)   | 1.1 (34.0)    | 3.9 (39.0)    | 5.1 (41.2)    | 10.0 (50.0)   | 9.8 (49.6)    | 3.0 (37.4)    | −2.5 (27.5)   | −8.5 (16.7)   | −11.1 (12.0)  | −11.1 (12.0)  |
| 평균 강우량 mm (인치)                    | 4.6 (0.18)    | 6.7 (0.26)    | 11.8 (0.46)   | 24.4 (0.96)   | 25.1 (0.99)   | 8.9 (0.35)    | 14.6 (0.57)   | 14.9 (0.59)   | 8.1 (0.32)    | 6.3 (0.25)    | 2.4 (0.09)    | 5.1 (0.20)    | 107.8 (4.24)  |
| 평균 상대 습도 (%) (17:00 PST)           | 51.3          | 34.6          | 26.7          | 27.6          | 26.6          | 23.7          | 29.8          | 36.8          | 36.7          | 42.2          | 49.1          | 55.0          | 36.7          |
| 출처: Pakistan Meteorological Department |               |               |               |               |               |               |               |               |               |               |               |               |               |

## 관광

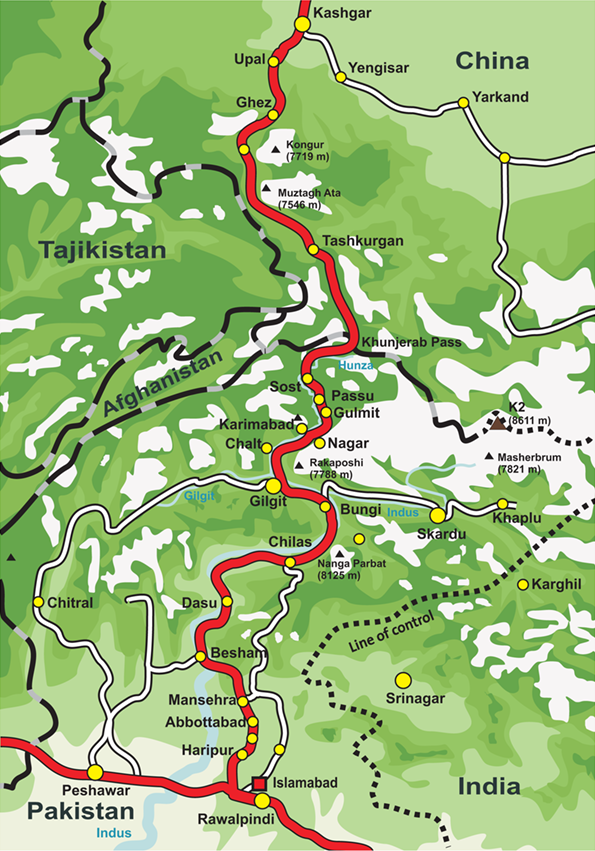
카라코람 하이웨이 개념도

길기트는 파키스탄 길기트발티스탄에서 등반을 위한 중요한 2개의 거점 가운데 하나이다. 대부분의 관광객은 카라코람산맥이나 히말라야 등지에서 트래킹을 하기 위해서 이곳으로 먼저 방문한다. 육로로 이슬라마바드와 길기트 사이의 카라코람 하이웨이를 이용할 경우 도착하기 위해서 약 24시간이 걸리기 때문에 겨우 45~50분 정도 걸리는 비행기를 타고 도착하기를 선호한다.

## 교통

### 육로 교통
길기트는 카라코람 하이웨이에서 약 10km 정도 떨어져 있다. 이 카라코람 하이웨이(KKH)는 남쪽으로 칠라스(Clias), 다수(Dasu), 베샨(Beshan), 만셰라(Mansehra), 아보타바드(Abbottabad)와 이슬라마바드를 연결하고 있으며 북쪽으로는 길기트발티스탄의 카리마바드(Karimabad), 훈자(Hunza), 수스트(Sust)를 연결하며 중국의 신장 위구르 자치구의 카슈가르까지 연결된다.
NATCO(Northern Areas Transport Corporation)는 여름철에 이 카라코람 하이웨이를 따라 파키스탄 이슬라마바드와 길기트, 소스트를 거쳐 중국의 타슈쿠르간(Tashkurgan), 카슈가르까지 버스를 운행한다.
하지만 중국과 파키스탄 국경에 있는 쿤자랍 패스(세상에서 가장 높은 국경)은 오직 5월 1일에서 8월 15일까지만 지날 수 있다. 겨울 동안 이 도로는 눈으로 인해 지날 수 없다. 또한 여름의 몬순 계절에는 산사태로 길이 좀좀 막히기도 한다. 카라코람 하이웨이를 여행하기 가장 좋은 계절은 봄에서 여름까지이다.

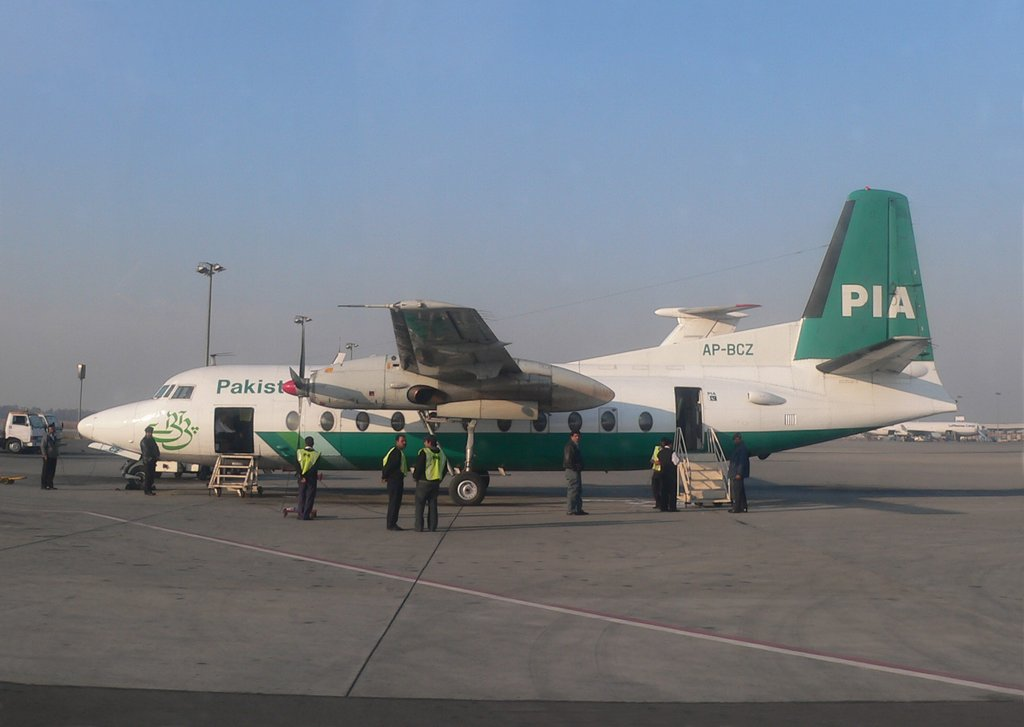
A PIA F27 북부 지구으로 가는 비행기

### 항공 교통
PIA은 매주 길기트 공항과 이슬라마바드 국제 공항을 주 5회에서 7회 비행하며 비행하는 동안 낭가파르밧을 지나 가면서 놀라운 풍경을 볼 수 있다. 이때 산의 정상은 비행기가 비행하는 고도보다 더 높다. 하지만 이 비행기는 겨울에는 날씨 때문에 결항이 되는 경우가 많으며, 며칠씩 비행이 미루어지기도 한다.

## 숙소 정보
많은 여행자들이 찾는 길기트에는 매우 값비싼 특급호텔부터 배낭여행자들을 위한 다양한 숙소들이 존재한다. 그 가운데 많은 배낭 여행자들은 시내 중심부에 있는 '메디나 게스트하우스'(Medina Guest House)를 이용하기를 좋아한다. 넓은 정원에 식당을 겸하고 있는 이곳은 다른 여행자와 여행 정보를 나누기도 좋으며 편안한 휴식을 즐길 수 있다.

## 자매 도시
- 중국 카스 시 (2009년)

## 같이 보기
- 카라코람 하이웨이